# Yosvangs Rojas
Yosvangs Andreas Rojas Díaz (San Cristóbal, 23 december 1988) is een Venezolaans wielrenner.

## Carrière
In 2007 won Rojas samen met Tomás Gil, Richard Ochoa en Franklin Chacón een zilveren medaille op het onderdeel ploegenachtervolging op de Pan-Amerikaanse kampioenschappen baanwielrennen. Twee jaar later was enkel Jonathan Monsalve eerder over de finish in het nationaal wegkampioenschap voor beloften. 
In 2010 won Rojas met zijn team de ploegentijdrit, die gehouden werd in zijn geboorteplaats, in de Ronde van Táchira. Drie jaar later won Rojas individueel nog twee etappes en het puntenklassement in diezelfde wedstrijd. Datzelfe jaar won hij ook een etappe en droeg hij twee dagen de leiderstrui in de Ronde van Venezuela.
In de Ronde van Táchira van 2016 won Rojas de vijfde etappe door eerder over de eindstreep te komen dan José García en Jhorman Flores. Door zijn overwinning veroverde Rojas de leiderstrui, die hij twee dagen later af moest staan aan José Mendoza.

## Overwinningen
2010
1e etappe Ronde van Táchira (ploegentijdrit)
2013
1e en 6e etappe Ronde van Táchira
2e etappe Ronde van Venezuela
2016
5e etappe Ronde van Táchira